# Zbigniew Foniok
Zbigniew Foniok (ur. 30 czerwca 1957) – polski wydawca, pionier ruchu wydawniczego w Polsce przemian demokratycznych po 1989 roku, twórca, dyrektor i prezes Wydawnictwa Amber, które prowadzi z żoną Małgorzatą Cebo-Foniok.

## Życiorys

### Edukacja i praca do 1989 roku
Ukończył studia na Wydziale Elektroniki Politechniki Warszawskiej. W latach 1983–89 pracownik naukowy Zakładu Aparatury Mikrofalowej Polskiej Akademii Nauk „Wilmer”. W latach 1984–88 jako wiceprezes klubu miłośników fantastyki SFAN wydał ponad 250 tytułów. Przełożył z języka angielskiego Drzwi do lata Roberta A. Heinleina (nagroda Hugo 1956), z języka czeskiego klasykę literatury dziecięcej Opowieści o piesku i kotce Josefa Čapka (na jej podstawie Teatr Lalka zrealizował spektakl).

### Działalność wydawnicza od 1989 roku
W lutym 1989 założył Wydawnictwo Amber – pierwsze prywatne i niezależne wydawnictwo w Polsce przemian.
Wydawnictwo Amber ma 32 lata i do 2021 roku opublikowało 8000 tytułów sprzedanych w 65 milionach egzemplarzy.
Wprowadził na polski rynek na początku lat 90. kanon światowej literatury popularnej (takich autorów jak m.in. Robert Ludlum, John Grisham, Clive Cussler, Frederick Forsyth, Michael Crichton, Ken Follett, Thomas Harris, Stephen King, Danielle Steel) oraz złoty kanon literatury science fiction i fantasy. Wydał dzieła zebrane J.R.R. Tolkiena i około 400 tytułów serii Gwiezdne wojny oraz 112 tomów ilustrowanych serii albumowych (Historia świata, Zaginione cywilizacje, Skarby świata, II Wojna światowa, Mity i ludzkość, Jak wyglądało życie). Jest też redaktorem inicjującym i prowadzącym serii popularnonaukowych Tajemnice nauki (książki noblistów – Stephen Hawking, James D. Watson), Tajemnice przeszłości (kontrowersyjne interpretacje prehistorii – Erich von Däniken, Graham Hancock) oraz Wojna i militaria (William Breuer).

## Życie prywatne
Od 1991 roku jest mężem Małgorzaty Cebo-Foniok, tłumaczki i krytyczki literatury francuskiej i angielskiej, wiceprezeski i redaktorki naczelnej Wydawnictwa Amber.

## Nagrody
- Śląkfa 1990 – nagroda czytelników dla najlepszego wydawcy literatury SF[3]
- Srebrna Łuska 1991 – nagroda czytelników „Przekroju” dla najlepszego kryminału – Milczenie owiec Thomasa Harrisa[4][5]
- Srebrna Łuska 1994 – nagroda czytelników „Przekroju” dla najlepszej powieści sensacyjno-kryminalnej roku – Dzień Szakala Fredericka Forsytha[6]
- Śląkfa 1998 – nagroda czytelników dla najlepszego wydawcy literatury SF[3]
- Sfinks 2005 dla zagranicznej powieści roku – Ilion Dana Simmonsa[7]
- Wielki Kaliber Empiku 2006 dla najlepszego zagranicznego kryminału – ''Sprawiedliwość owiec'' Leonie Swann[8]
- As Empiku 2007 dla najlepszej książki z fantastyki – ''Dzieci Húrina'' J.R.R. Tolkiena[9]
- Mądra Książka Roku 2018 (przyznawana przez Uniwersytet Jagielloński, portal Mądre Książki i Fundację Euklidesa) – Oszustwa pamięci Julii Shaw[10]